# VLT de Campinas
O VLT de Campinas, popularmente conhecido por pré-metrô, foi um veículo de transporte de média capacidade sobre trilhos, idealizado na gestão do então Prefeito de Campinas Jacó Bittar, que operou na cidade entre os anos de 1990 e 1995.
A construção deste transporte coletivo foi marcada por denúncias de corrupção e de superfaturamento. O projeto contemplava 11 estações, três das quais (Curtume, Joaquim Vilac e Bonfim) jamais foram abertas. O VLT tinha capacidade para transportar 75 mil passageiros por dia, mas todas as linhas juntas não ultrapassavam 4 mil passageiros, isso porque as estações eram mal localizadas e não havia, de fato, integração com as redes de ônibus municipais e intermunicipais. O sistema tinha uma receita de R$ 60 mil e uma despesa de R$ 760 mil mensais para operar em apenas 7,8 quilômetros, por conta desses problemas acabou sendo desativado.

## História

### Antecedentes
Campinas iniciou a implantação de um sistema de bondes por volta de 1878, com a fundação da Companhia Campineira Carris de Ferro. Após ser inaugurado no dia 25 de setembro de 1879, o sistema de bondes de Campinas foi expandido ao longo do século XX e chegou ao seu auge em 1954, quando possuía 58 km de extensão. O sistema de bondes de Campinas foi desativado ao longo da década de 1960, tendo o último veículo circulado em 24 de maio de 1968.
Nos anos 1970, foram iniciadas pela Fepasa as obras do Corredor de exportação Santos-Uberaba, que atravessaram a região de Campinas. Com a retificação da ferrovia, cerca de 42 km de linhas utilizadas anteriormente pelas ferrovias Sorocabana e Mogiana acabaram desativadas em 1977.
| “                                                                          | Essas linhas foram criadas originalmente para escoar a produção de café das fazendas até as estações e entrecortam a cidade. | ” |
| — Antônio da Costa Santos (Toninho do PT), então vice prefeito de Campinas | |   |

### Projeto
1970
A  Empresa Municipal de Desenvolvimento de Campinas (EMDEC), criada em 1972, estudou a utilização de antigos ramais das ferrovias Sorocabana, Mogiana, Ramal Férreo Campineiro e Companhia Carril Agrícola Funilense para a implantação de sistema de metrô ou pré-metrô.
Em 1975, a EMDEC chegou a publicar uma licitação para a contratação de estudos de viabilidade de implantação de um "metrô". O alto custo de implantação do sistema, a inviabilidade financeira a dificuldade de negociação da posse das áreas com o Governo do Estado, entre outros problemas, impediram o projeto de ser implantado.
1980
Em 1981, a Prefeitura de Campinas estudou o reaproveitamento de parte desses 42 km de linhas abandonadas na cidade, tendo sugerido a implantação de Veículos Leves sobre Trilhos (VLT). O projeto não foi adiante por conta do seu alto custo e Campinas optou pela elaboração do Plano de Rede Básica de Trólebus. No entanto, apenas o Corredor Amoreiras foi construído, assim como alguns terminais, porém a Prefeitura abandonou o projeto de eletrificação, inaugurando o sistema com veículos diesel em 1986.
1990

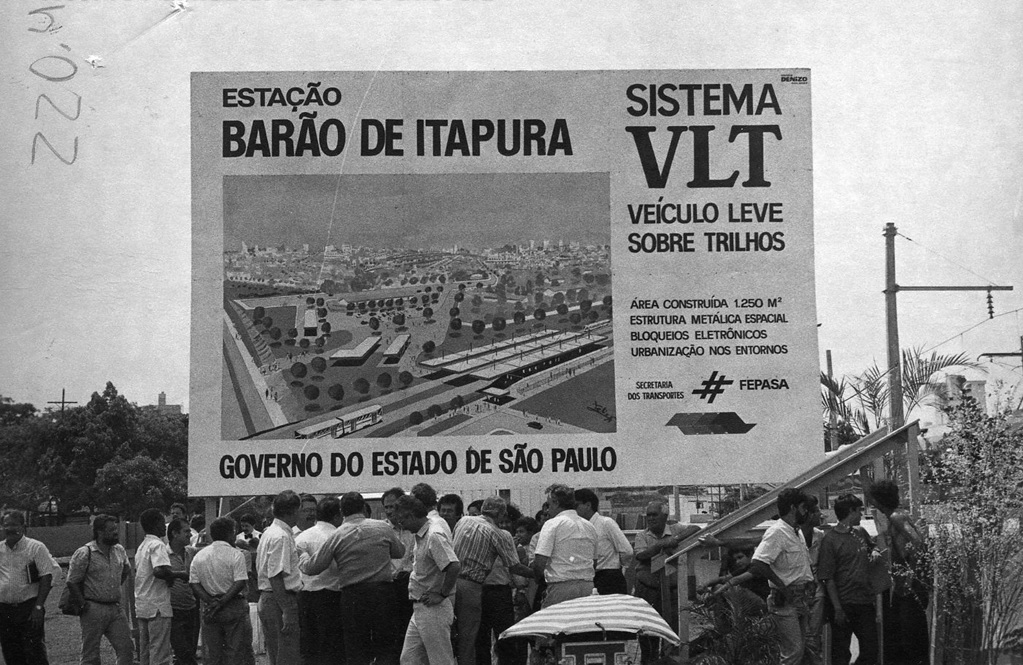
Inauguração da estação Barão de Itapura em 1990

Após problemas no sistema de transporte coletivo existente, o prefeito de Campinas Jacó Bittar procurou o governo do estado, sendo retomado o projeto de um VLT. O governador Orestes Quércia colocou o projeto sob responsabilidade da Fepasa. Bittar encomendou os estudos preliminares ao secretário de obras e vice-prefeito Antônio da Costa Santos (Toninho do PT). O projeto do VLT foi iniciado em tempo recorde, antes mesmo da conclusão dos estudos preliminares. Entre a licitação e a inauguração do primeiro trecho, se passaram apenas quatro meses. A licitação para a realização de obras foi vencida pela construtora Mendes Junior.
| “ | ...foi o projeto do VLT, como manda a razão, cuidadosamente examinado? O açodamento do processo no seu todo leva a crer em uma resposta negativa para essa questão...As circunstâncias sugerem ser este mais um projeto político, enfiado goela abaixo dos técnicos e da população... | ” |
| — Antonio Clóvis Pinto Ferraz, Jose Bernardes Felex e Luiz Alvaro de Toledo Barros Junior, professores do Departamento de Engenharia de Transportes da Escola de Engenharia de São Carlos da Universidade de São Paulo em artigo publicado no jornal Folha de S.Paulo, 19 de setembro de 1990 | |   |

As obras do VLT foram iniciadas em julho de 1990, antes mesmo de receberem verbas oficiais do governo do estado. Em agosto, o governo do estado realizou cerimônia oficial de inauguração das obras. Pouco tempo depois, o governo paulista assinou um convênio com o Metrô do Rio de Janeiro para o empréstimo de 6 VLT's Articulado 68,  utilizados no pré-metrô do Rio, e que naquele momento estavam parados por falta de peças nas oficinas da empresa carioca. O orçamento do primeiro trecho, de 7 quilômetros, foi estimado em 50 milhões de dólares. Dois meses após o início das obras, o orçamento passou para 72 milhões de dólares.
O primeiro trecho do VLT foi inaugurado pelo governador Quércia em 23 de novembro de 1990 (cerca de dois dias antes do primeiro turno das eleições estaduais de 1990), o que gerou acusações de uso eleitoral da obra, que estava coberta de propagandas de Luiz Antônio Fleury Filho, candidato de Quércia ao estado. A intenção era de que esse primeiro trecho fosse o embrião de uma rede de VLT's que cruzariam a cidade de Campinas utilizando-se de vias férreas desativadas pela Fepasa há mais de 20 anos.
| “ | ...Há pelo menos cinco anos venho defendendo a implantação do trem metropolitano no trecho Vinhedo-Valinhos-Campinas-Sumaré...Estudos indicam um potencial de 150 mil passageiros/dia. Falta apenas vontade política ao governo estadual para sua implantação. Recursos, e Campinas é testemunha, não faltam: por US$ 50 milhões está sendo construído o VLT por absoluta imposição do governo estadual. Nenhhuma entidade de Campinas, nem mesmo a prefeitura através de seus técnicos, discutiu ou analisou esta obra. É muito desperdício... | ” |
| — José Roberto Magalhães Teixeira, então deputado federal (PSDB-SP) em artigo para a Folha de S.Paulo publicado em 24 de novembro de 1990 | |   |

## Operação

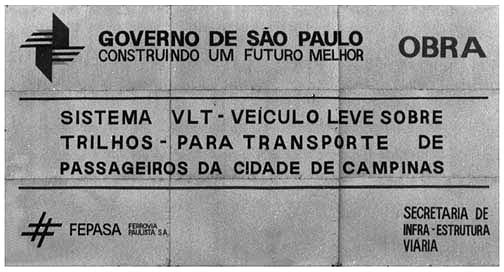
Placa informativa das obras do VLT de Campinas.

### Fepasa (1990-1993)
Após a primeira inauguração (das três ocorridas em menos de quatro meses), os passageiros puderam utilizar o primeiro trecho de forma gratuita, embora em horário reduzido. Em 14 de março de 1991, o segundo trecho da obra, com 2,2 km de extensão, foi inaugurado oficialmente pelo governador do estado e pelo prefeito de Campinas. A inauguração acabou sendo prejudicada por um problema elétrico na rede aérea do sistema. Mesmo após a inauguração de 4 estações e 4,3 km , o VLT transportou menos de 2,5 mil passageiros, muito abaixo das estimativas oficiais. Por conta do atraso das obras do terceiro trecho, o VLT funcionou de forma gratuita até abril de 1993.
O terceiro trecho foi inaugurado em 22 de abril de 1993, com a abertura de estações e cerca de 4 km de linha, e marcou o fim do período de testes do VLT. Até aquele momento, cerca de 7 mil passageiros se utilizavam gratuitamente do sistema. Com a cobrança de passagens, a demanda caiu para cerca de 4 mil passageiros por dia, muito abaixo dos 20 mil passageiros diários estimados pela Fepasa, levando Toninho do PT a afirmar que o início de cobrança de passagens no VLT, aliado à inviabilidade de integração dele com os ônibus municipais (impossível de ser realizada por conta da localização ruim do VLT, em áreas pouco adensadas), levando o sistema ao colapso. Posteriormente, a Fepasa assinou acordo onde operaria o VLT por 2 anos e depois transferiu a operação e manutenção do sistema para a prefeitura de Campinas.
Para tentar ampliar a demanda, a Fepasa retomou em 1993 os projetos do Trem Intra Metropolitano de Campinas (TIM) e da ampliação do VLT até o bairro Ouro Verde. O TIM ligaria Campinas a Vinhedo, passando por Valinhos, Hortolândia e Sumaré. O custo da ampliação do VLT, com 6 quilômetros de extensão era estimado em 60 milhões de dólares. Apesar dos projetos, o estado de São Paulo encontrava-se em grave crise financeira que culminou com a quebra do Banespa e a federalização e concessão da malha da Fepasa. Com isso, os projetos acabaram arquivados por falta de recursos.

### Mendes Junior (1993-1995)
Com o final da gestão de Bittar, o novo prefeito de Campinas, José Roberto Magalhães Teixeira, se recusou a cumprir o acordo de transferência do VLT por não concordar com a implantação do sistema , cercada de suspeitas de corrupção, e que necessitava um grande aporte de subsídios. Assim, a Fepasa acabou repassando a gestão do sistema VLT para a construtora Mendes Junior, mediante pagamento de R$ 700 mil mensais por parte da estatal. Até aquele momento, o VLT de Campinas operava com duas composições e intervalo de 15 minutos. Com 7,9 quilômetros de extensão, 8 estações e uma frota de 6 trens, transportava cerca de 4 mil passageiros por dia.

## Características do sistema

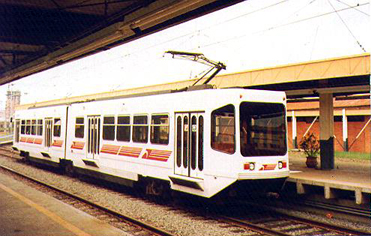
TUE Série 5700 (Fepasa)

O sistema foi implantado no leito de uma antiga via da Estrada de Ferro Sorocabana, desativada pela Fepasa em 1977. O projeto abrangeu a construção das estações, troca dos trilhos (de bitola métrica para bitola larga (1600mm)), além da eletrificação e a duplicação das vias.
O sistema operou com 6 composições de 2 carros articulados, alimentados por cabos suspensos (catenária), da Série 5700, construídos pelo consórcio Cobrasma/BN, uma empresa belga.

### Tabela do Sistema
| Linha | Terminais                | Inauguração         | Comprimento (km) | Estações | Duração das viagens (min) | Funcionamento |
| ----- | ------------------------ | ------------------- | ---------------- | -------- | ------------------------- | ------------- |
| Sul   | Campos Elíseos ↔ Central | 15 de Março de 1991 | 7,9              | 8*(11)   | 12                        | Desativada.   |
| Norte | Central ↔ Taquaral       | ---                 | 7,5              | 8        | ---                       | Desativada.   |

(*) Estações que Chegaram a Funcionar

### Linhas do Sistema

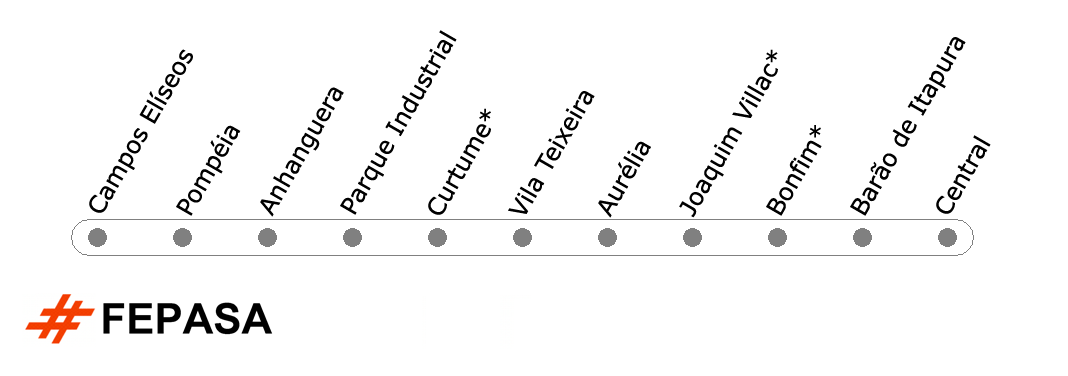
Mapa do VLT de Campinas. Das 11 estações previstas no projeto, 3 delas jamais saíram do papel (marcadas com asterisco).

### Frota
Na tabela a baixo estão reunidas as TUEs da 'frota do VLT de Campinas'  e suas respectivas linhas de operação.
| Modelo/Série | Potência (HP) | Fabricante  | Origem | Ano de Fabricação | Frota Ativa | Frota Inativa | Frota Total Carros | Linhas de Operação |
| ------------ | ------------- | ----------- | ------ | ----------------- | ----------- | ------------- | ------------------ | ------------------ |
| Série 5700   | 2 x 268       | Cobrasma/BN | Brasil | 1977              | 0           | 6             | 12                 | Sul                |
| TOTAL        |               |             |        |                   | 0           | 6             | 12                 |                    |

## Denúncias de corrupção
Desde o início do projeto em 1990, denúncias de corrupção nortearam a implantação do VLT. Em julho de 1990, o vice-prefeito de Campinas revelou o resultado da licitação das obras do VLT dois dias antes do anúncio oficial através de um anúncio cifrado na seção de classificados do jornal O Estado de S. Paulo, prevendo a vitória da empresa Mendes Junior sobre a construtora Ferreira Guedes. Esse anúncio gerou acusações de fraude por parte do vice-prefeito que também denunciou a inviabilidade do projeto do VLT por conta das linhas abandonadas utilizadas no mesmo passarem por regiões com baixa densidade populacional.
As denúncias do vice-prefeito levaram a Câmara Municipal a realizar uma Comissão Especial de Inquérito (CEI) em 1990, cujos resultados seriam perdidos após o desaparecimento do relatório final da mesma sete anos depois. Posteriormente, Jacó Bittar, deixaria o Partido dos Trabalhadores e se filiaria ao Partido Socialista Brasileiro, apesar de Quércia tentar levá-lo para o PMDB.
A Fepasa anunciou que a construção de 13 km de linhas do VLT custaria US$ 90 milhões. Após a inauguração do último trecho do VLT em abril de 1993, foi descoberto que a construção de apenas 8,5 km do VLT custou cerca de US$ 125 milhões. Toninho do PT denunciou ao ministério público estadual as supostas irregularidades. Após a abertura de inquérito, uma das provas do inquérito (o relatório final da CEI do VLT promovida pela câmara de Campinas) desapareceu em 1997, levando o MPE a arquivar as denúncias.
| “                                                                    | (…)Quinze meses depois de lançado, o VLT é ainda mais conhecido pela denúncia de irregularidades na contratação da obra que pelos benefícios que traz à população. Nascido da tentativa do ex-governador Orestes Quércia de cooptar o prefeito Jacó Bittar, então recém-saído do PT, o projeto esbarrou em "dificuldades técnicas" que as seguidas liberações de recursos não conseguiram contornar. Mesmo assim, o sistema contratado pelo governo do Estado - por meio da Ferrovia Paulista S/A - já foi inaugurado três vezes. Em duas oportunidades com Quércia - a segunda às vésperas das eleições para governador, no ano passado - e outra com Fleury.... | ” |
| — José Francisco Pacola, O Estado de S. Paulo, 18 de Outubro de 1991 | |   |

## Desativação e abandono

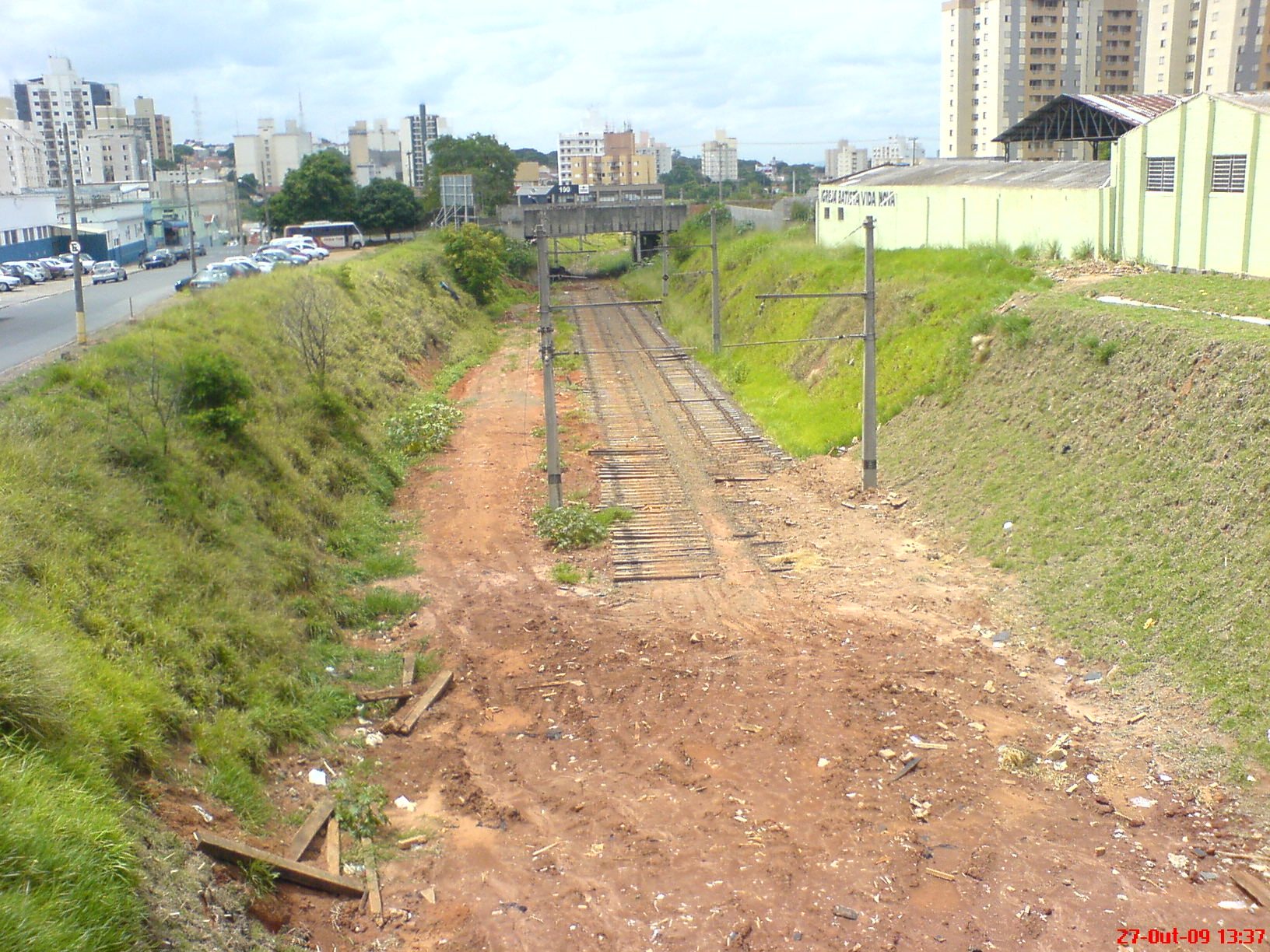
Retirada dos trilhos e dormentes para implantação do VLT de Maceió (AL)

Com o prejuízo mensal de R$ 510 mil gerado à Mendes Junior por conta da operação deficitária, a Fepasa anunciou que o sistema VLT seria desativado em 17 de fevereiro de 1995. A desativação causou a demissão de 150 funcionários, que estavam com salários atrasados após a falta de repasses da Fepasa à Mendes Junior ter deixado uma dívida de US$ 7 milhões. Após a desativação, a Fepasa tentou vender o sistema, mas jamais conseguiu compradores para ele. Com o fim da estatal paulista em 1998, o VLT passou ao abandono, tendo suas estações e trens depredados e vandalizados por moradores de rua e usuários de drogas.
Em maio de 1997, os trens articulados foram transferidos para o pátio de Jundiaí, onde permaneceram até meados de 2001 quando foram transferidos para o pátio de Rio Claro.
Após o encerramento, as linhas foram abandonadas, e recebeu diversas invasões de famílias de sem-teto, o que fez a prefeitura da cidade entrar com uma ação pedindo a reintegração de posse.
No ano de 2009, os trilhos e os dormentes foram retirados pela América Latina Logística (ALL) e levados para Maceió (AL), onde foram instalados em um sistema semelhante. Já os fios foram furtados ao longo dos anos de abandono. Em 2012, o Departamento Nacional de Infraestrutura de Transportes (DNIT) multou a ALL pelo desaparecimento dos 350 dormentes do local.
| “                                      | Crime maior do que qualquer um que possa ter sido cometido na execução do VLT é a desativação do sistema | ” |
| — Jacó Bittar, ex-prefeito de Campinas | |   |

## Atualidade

### Tentativas de reativação
Desde sua desativação, algumas tentativas de reativação ou aproveitamento do leito do VLT foram feitas, porém nenhuma logrou êxito. Em março de 1995, o presidente da Fepasa Renato Pavan anunciou que a ampliação da rede do VLT seria retomada em novembro daquele ano. A péssima situação econômica da Fepasa impediu a retomada das obras. Três anos depois, a Fepasa acabou incorporada a RFFSA, que passou a ser responsável pela gestão da linha, estações e trens do VLT.
No final de 2002, Izalene Tiene (prefeita de Campinas) tentou reativar o sistema VLT, mas esbarrou na falta de verbas. Alguns anos depois, o prefeito Hélio de Oliveira Santos estudou transformar trechos do VLT em corredores de ônibus.

### BRT de Campinas

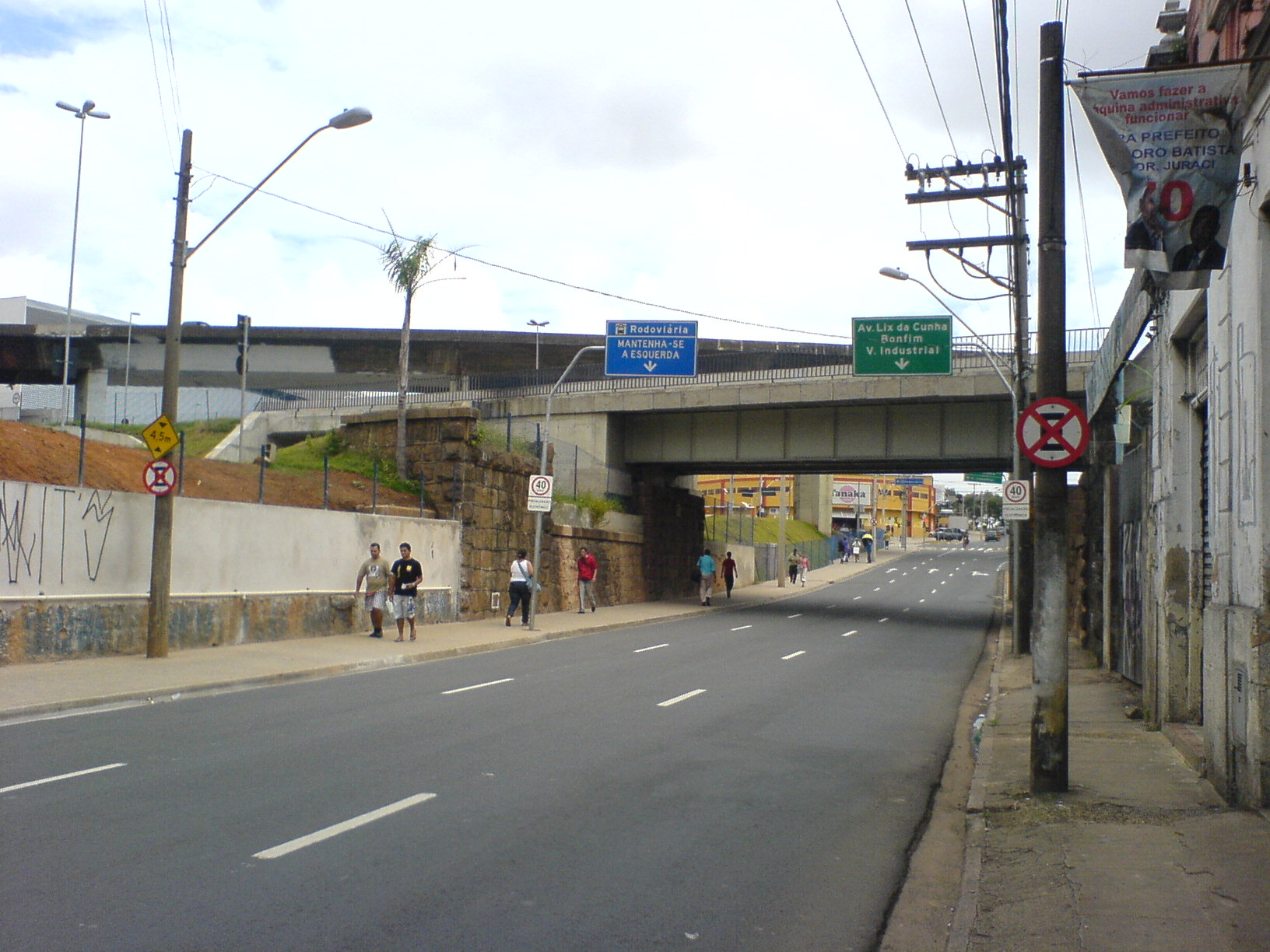
Antiga ponte da Estrada de Ferro Sorocabana, que chegou a ser usada pelo VLT e agora é de uso exclusivo para ônibus

Em janeiro 2016, o então prefeito da cidade Jonas Donizette iniciou a elaboração de um programa para dotar a cidade de transporte sobre trilhos, podendo ser VLT, trem urbano, monotrilho ou metrô, sendo que o VLT é financeiramente mais viável. O custo do quilômetro de metrô sai por R$ 600 milhões, o do monotrilho R$ 300 milhões e do VLT, R$ 78 milhões. Em abril a empresa TTC Engenharia de Tráfego de Transportes ganhou o processo licitatório para elaboração do Plano Viário de Campinas, que norteará as políticas públicas de mobilidade da cidade até 2040. O secretário de Transportes, Carlos José Barreiro, chegou a afirmar que “metrô ainda não será necessário, mas o transporte sobre trilhos certamente terá que ser adotado nesse horizonte”.
Nesse mesmo ano a prefeitura decidiu utilizar parte do antigo trajeto do VLT para colocar em prática a construção do BRT (Bus Rapid Transit), também conhecido como “Rapidão”.
Em maio de 2018 foram entregues as obras do Corredor BRT Campo Grande, construído no trecho do antigo leito desativado do VLT, eliminando as possibilidades de um retorno imediato do sistema de veículo leve sobre trilhos a cidade de Campinas.

### Destruição dos trens articulados
Em 21 de agosto de 2018 , moradores dos arredores do pátio ferroviário de Rio Claro atearam fogo em entulho localizado em seus arredores. O fogo saiu de controle e destruiu completamente o antigo complexo de oficinas da Companhia Paulista/Fepasa, incluindo todos os trens articulados utilizados no VLT de Campinas, armazenados no pátio de Rio Claro desde 2001.